# كوري بيترز (متزحلق جبال الألب)
كوري بيترز (بالإنجليزية: Corey Peters)‏ هو متزحلق جبال الألب نيوزيلندي، ولد في 12 يوليو 1983 في نيوزيلندا.

## روابط خارجية
- كوري بيترز على موقع Paralympic.org (الإنجليزية)
- كوري بيترز على موقع IPC.InfostradaSports.com (مؤرشف) (الإنجليزية)
- كوري بيترز على موقع اللجنة البارالمبية النيوزيلندية (الإنجليزية)